# Chaise de fer

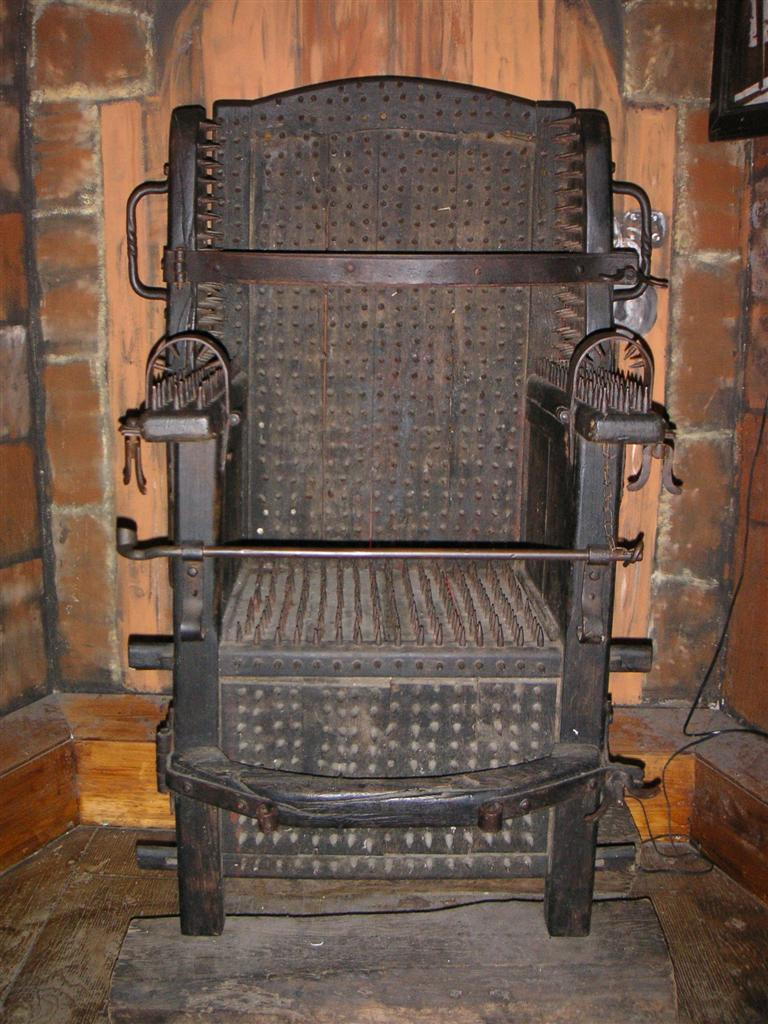

La chaise de fer est une chaise métallique utilisée sous l’Empire romain pour torturer les chrétiens en vue de les faire abjurer. Composée de plaques et tubes de fer et placée au-dessus d'un brasier, le supplicié y était attaché jusqu'à ce qu'il accepte d'offrir un sacrifice, le plus souvent quelques grains d'encens, à l'Empereur.

## Histoire
Extrait de la lettre des martyrs de Lyon : 
Leur martyre est relaté dans une « Lettre des Églises de Lyon et de Vienne » adressée aux Églises de Phrygie et d'Asie et retranscrite au IVe siècle par Eusèbe de Césarée dans son Histoire ecclésiastique.
«... Le diacre Sanctus endurait avec une force surhumaine tous les supplices que les bourreaux pouvaient inventer... À toutes les questions il répondait en latin : « Je suis chrétien. ». On ne put tirer de lui aucune autre réponse. Cela suffit à enflammer la rage du proconsul et des bourreaux. »

«… Maturus et Sanctus subirent de nouveau toute la série de supplices, comme s'ils n'avaient rien souffert auparavant. Ils eurent donc à endurer les mêmes atrocités qu'ils avaient déjà supportées : les coups de fouet, les morsures de bêtes qui les traînaient sur le sable de l'arène et tout ce que le caprice d'une foule insensée réclamait, par ses cris. Puis on les assit sur une chaise de fer rougi et, tandis que les membres brûlaient, l’écœurante fumée de la chair rôtie remplit l'amphithéâtre. Loin de s'apaiser, la fureur ne faisait que s'enflammer davantage. Cependant, on ne put faire dire à Sanctus une seule parole, sinon celle qu'il n'avait cessé de redire depuis le commencement: « Je suis chrétien ». Pour en finir, on coupa la gorge aux deux martyrs qui respiraient encore. » 